# Willem Pottum

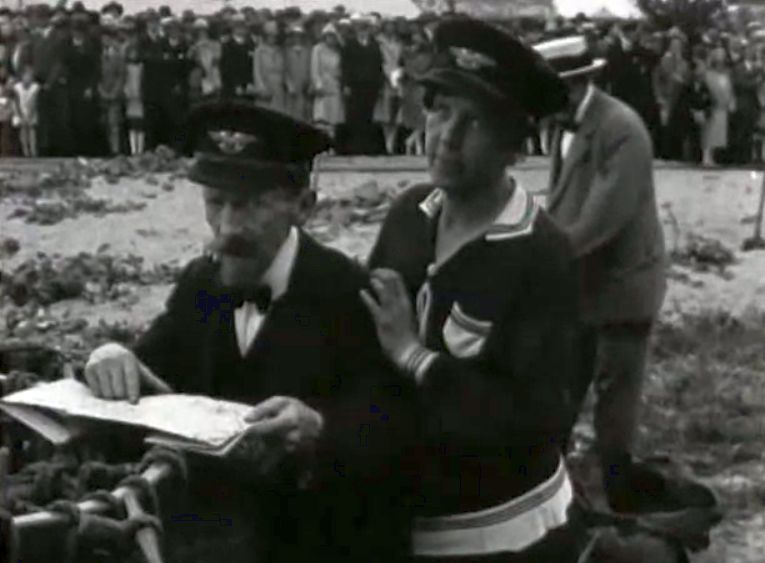
Willem Pottum en Willemina Ruitman (beeld uit het filmverslag van 1928)

Willem (Willy) Pottum (Doesburg, 19 maart 1875 – Den Haag, 26 juli 1949) was een Nederlandse ballonvaarder en publicist.  Hij voerde tussen circa 1905 en 1935 met verschillende kleine, gasgevulde ballonnen meerdere honderden vluchten uit in Nederland, meestal als attractie bij feestelijke gelegenheden en evenementen. Daarnaast schreef hij series artikelen in de Nederlandse dagbladpers over de geschiedenis en de ontwikkeling van de luchtvaart. Hij was enige tijd hoofdredacteur van het vooroorlogse tijdschrift Avia.
In de pers werd hij soms (onterecht) Willem van Pottum genoemd.

## Biografie
Blijkens een interview verschenen in de krant Het Vaderland van 15 oktober 1921, het 25-jarig jubileum van zijn eerste ballonvlucht, was de jonge Pottum een onrustig iemand die een tijdje wielrenner was op de wielerbaan, nadien een winkel van foto-artikelen uitbaatte in Den Haag, en naar Parijs ging waar hij op 15 oktober 1896 zijn eerste ballonvlucht als passagier meemaakte. Hij werd gebeten door het vliegvirus, keerde later terug naar Parijs waar hij leefde als "bohémien op Montmartre", tekende en schilderde en ondertussen aan verschillende vluchten deelnam als passagier of assistent. Hij wilde echter een eigen ballon hebben en beroeps-"luchtschipper" worden. Hij verkreeg als eerste Nederlander een buitenlands – Frans – brevet en kocht een kleine ballon van 400 m3 inhoud. Hij verdiende zijn geld door zich daarmee te verhuren en zijn ballon met reclame te beplakken. Op 16 juli 1905 maakte hij in Rotterdam zijn eerste vlucht in Nederland. Dat gebeurde aan het Gebouw voor Kunsten en Wetenschappen. De gebeurtenis lokte een enorme mensenmenigte; verschillende kinderen kwamen door het gedrang in het water terecht.
Zijn ballon was voorzien van een kleine mand voor twee, hooguit drie personen; zijn passagiers waren vaak mensen die de vlucht hadden gewonnen bij een prijsvraag of een loterij.
Een vliegbrevet als piloot heeft Pottum nooit gehad; hij was bij een testvlucht voor het behalen van het brevet op de Blériot-school te Pau gecrasht.
Pottum huwde tweemaal; in 1900 met Johanna Hendrika Kuper (ze scheidden in 1906), en vervolgens met Willemina Cornelia Ruitman. Die werd zelf ook ballonvaarder; ze noemde zichzelf de "eerste Nederlandse vrouwelijke aëronaute".
Pottum bleef tot zeker midden de jaren 1930 actief als ballonvaarder; in 1935 steeg hij nog op als attractie op de winkelweek in Workum.
Van Pottum verschenen in 1907 Brieven van een luchtschipper  en In de Wolken, een boekje van 39 bladzijden, bij de Hollandia-drukkerij in Baarn. In 1925 publiceerde hij De verovering van het luchtruim bij Sijthoff in Leiden.
Zijn verzameling foto's, knipsels en schetsen over zijn eigen en andermans ballonvluchten is in de Tweede Wereldoorlog verloren gegaan bij het bombardement op Rotterdam.
Hij overleed in een rusthuis in Den Haag.

### Ballonvlucht vanop de Schinkelhaven in 1909

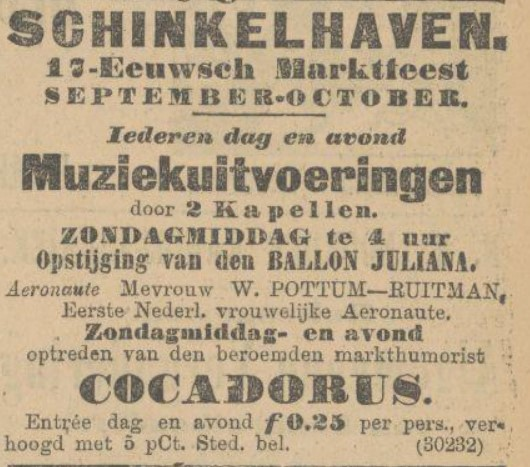
Advertentie in het Algemeen Handelsblad van zaterdag 25 september 1909

Ter gelegenheid van het 17-eeuws marktfeest in de Schinkelhaven bij Amsterdam in september-oktober 1909, zou mevrouw Pottum-Ruitman, de eerste Nederlandse vrouwelijke Aeronaute, een solovlucht uitvoeren met de ballon "Juliana" van Pottum. De omstandigheden bleken echter te ongunstig en Pottum vond dat het te gevaarlijk was om haar te laten opstijgen. Voor een duovlucht had de ballon onvoldoende stijgvermogen (het Amsterdams gas was van onvoldoende kwaliteit). Willem Pottum maakte uiteindelijk zelf een korte vlucht. Ook bij een tweede poging, een paar dagen later, moest mevrouw Pottum aan de grond blijven. De combinatie van een moderne luchtballon op een 17e-eeuws feest was voor de correspondent van het Algemeen Handelsblad aanleiding om zijn verslag in een pseudo-oudhollands taaltje te schrijven: "(...) 't balonneken met tween personen ende den wenschliken sacken sants en conste niet upghegaen. So ghinc hi dan allene, die welwijse en voorsichtighe sinjeur Pottum! (...)"

### Ballonnen verbrand
Pottum vloog met ballonnen gevuld met brandbaar gas (vaak stadsgas). Hij is van ernstige ongelukken bespaard gebleven, maar op 5 juli 1924 ging zijn ballon bij de landing nabij Nieuwenhoorn in de vlammen op. Een van de omstanders had een lucifer ontstoken terwijl Pottum het gas uit de ballon liet ontsnappen. Hijzelf bleef ongedeerd, maar een zestal personen liep brandwonden op, waaronder een jongen die vrij ernstig werd verbrand. De Glimfabriek van Rotterdam schonk hem een nieuwe ballon van 600 m3, maar die ging op zijn beurt reeds op 9 september 1924 verloren toen hij nog voor het opstijgen door een windstoot tegen een gaslantaarnpaal werd geslagen.

### De onvrijwillige vlucht van Ebeltje Magnin
Op 3 oktober 1925 steeg Pottum te Leiden op ter gelegenheid van het 3 oktoberfeest. Maar bij die manoeuvre werd een jongetje, de tienjarige Ebeltje Magnin (1915-2002), gegrepen door een ankertouw dat aan de ballon hing. Hij bleef haken aan de knoop aan het einde van het touw en werd mee de lucht in getrokken, tot verbazing en ontzetting van de toeschouwers. Sommige vrouwen vielen flauw; anderen meenden dat het om een nieuwe stunt ging. Pottum bemerkte de jongen, die zich krampachtig aan het touw vasthield, toen hij al zo'n 500 meter hoog was, en begon onmiddellijk te dalen. Hij landde even buiten de stad en zijn onvrijwillige passagier kwam er met wat schaafwonden af en een nat pak doordat hij door een gracht was getrokken.